# Rio Cascue
O Rio Cascue é um rio da Romênia, afluente do Dâmboviţa, localizado no distrito de Argeş.